# Lenarviricota
Lenarviricota — відділ одноланцюгових РНК-вірусів. Це переважно паразити прокаріотів, але деякі представники також заражають еукаріотів. Назва групи утворена словозлиттям назв родин Leviviridae і Narnaviridae та суфіксу viricota для позначення приналежності до вірусів. Існує припущення, що походження Lenarviricota може передувати походженню останнього загального спільного предка.